# Mercedes (partido)
Pour les articles homonymes, voir Mercedes.
Mercedes est un partido de la province de Buenos Aires fondée en 1752 dont la capitale est Mercedes.